# Aphanogryllacris
Aphanogryllacris is een geslacht van rechtvleugeligen uit de familie Gryllacrididae. De wetenschappelijke naam van dit geslacht is voor het eerst geldig gepubliceerd in 1937 door Karny.

## Soorten
Het geslacht Aphanogryllacris omvat de volgende soorten:
- Aphanogryllacris cyclopi Gorochov, 2007
- Aphanogryllacris fluxistyla Gorochov, 2007
- Aphanogryllacris inconspicua Brunner von Wattenwyl, 1888
- Aphanogryllacris jayapurae Gorochov, 2007
- Aphanogryllacris leefmansi Karny, 1924
- Aphanogryllacris melanosticta Karny, 1925
- Aphanogryllacris modesta Karny, 1925
- Aphanogryllacris nodistyla Karny, 1931
- Aphanogryllacris obscuriceps Karny, 1931
- Aphanogryllacris patellaris Karny, 1926
- Aphanogryllacris privata Karny, 1925
- Aphanogryllacris punctifrons Stål, 1877
- Aphanogryllacris samarita Karny, 1925
- Aphanogryllacris sectoralis Karny, 1925
- Aphanogryllacris sexpunctata Brunner von Wattenwyl, 1888
- Aphanogryllacris solitaria Griffini, 1918
- Aphanogryllacris supraclipealis Karny, 1937
- Aphanogryllacris teretistyla Gorochov, 2007
- Aphanogryllacris ustiterga Karny, 1937